# Alex De Angelis
Alex De Angelis (Rimini, 26 de fevereiro de 1984) é um motociclista de San Marino, ex-piloto da MotoGP.

## Carreira
Em 5 de setembro de 2010 envolveu-se no acidente que causou a morte do piloto Shoya Tomizawa, durante o Grande Prêmio de San Marino pela Moto 2. O japonês escorregou e caiu na décima segunda volta da corrida, quando De Angelis que seguia logo atrás, inevitavelmente atropelou seu colega. Tomizawa faleceu instantes depois, no hospital, devido a multiplos ferimentos.